# Эберт, Людвиг
Людвиг Эберт (нем. Ludwig Ebert; 13 апреля 1834, Клаттау, Австро-Венгрия, ныне Клатови, Чехия — 1908, Кобленц) — немецкий виолончелист австрийского происхождения.
В 1846—1852 гг. учился в Пражской консерватории у Юлиуса Гольтермана. В 1852—1854 гг. играл в оркестре Темешварской оперы. Затем в 1854—1874 гг. концертмейстер виолончелей в Ольденбургской придворной капелле. Здесь 23 апреля 1860 года стал первым исполнителем Концерта для виолончели с оркестром Роберта Шумана; 9 июня повторил исполнение в Лейпциге на мемориальном концерте в честь 50-летия композитора. С 1875 г. работал в Кёльне, играл в Гюрцених-оркестре и преподавал в Кёльнской консерватории, до 1879 г. также выступал в струнном квартете Роберта Хекмана. В 1889 г. вместе с Конрадом Хойбнером встал во главе Музыкального института в Кобленце; в 1892 г. приватным образом исполнил вместе с автором сонату для виолончели и фортепиано Op.1 Ханса Пфицнера, благодаря чему Пфицнер был принят Хойбнером в число преподавателей института.
Автор ряда небольших сочинений для виолончели и фортепиано.